# SA80
SA80 (SA-80 — Small Arms for 1980 — стрілецька зброя 1980-х років) — англійська автоматична гвинтівка, розроблена в середині 1980-х років для заміни гвинтівки L1A1 на озброєнні армії Великої Британії.
SA-80 виконана за компонуванням «Буллпап» — магазин знаходиться позаду спускового гачка, і може бути оснащена 4-кратним оптичним прицілом.

## Опис

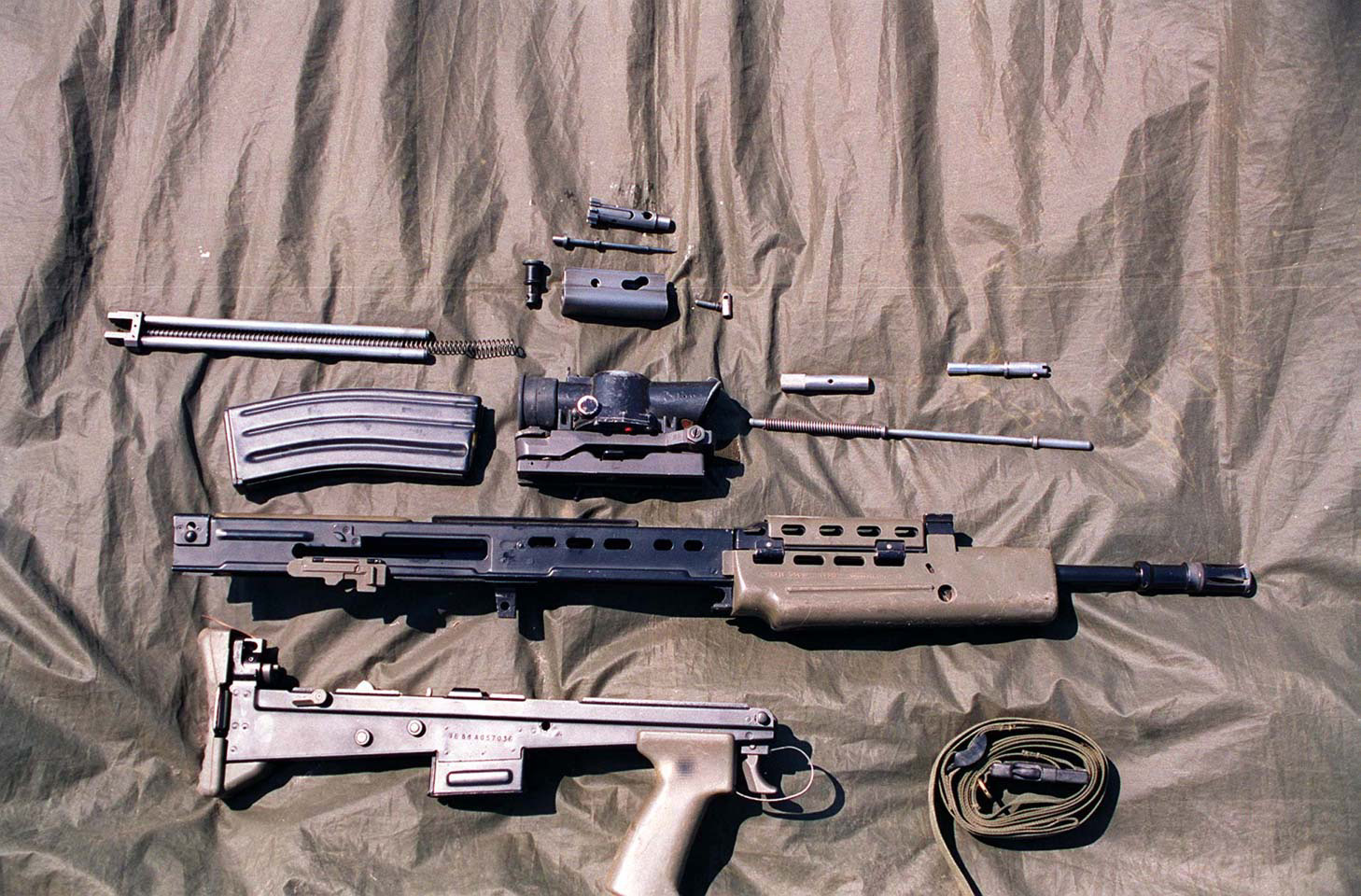

SA-80 заснована на класичній автоматиці на основі відводу порохових газів з каналу ствола через газову камеру, розташовану над стволом. Газовий регулятор має три положення: для звичайної стрільби (нормальне відкриття); для стрільби в несприятливих умовах (широке відкриття) і для стрільби гвинтівковою гранатою (газовідвідний отвір закритий). Газовий поршень виконаний окремо, має короткий хід і власну зворотну пружину. При відході газовий поршень відкриває чотири отвори в трубці газової камери, через які порохові гази виходять в атмосферу, для цього ж служать вирізи у ствольній накладці. Таким чином забезпечується використання тільки тієї частини енергії порохових газів, яка необхідна для роботи автоматики.
Цей автомат має високу точність стрільби поодинокими пострілами, а також чергами по 2 постріли. При веденні одиночної стрільби групами по п'ять одиночних пострілів на дальність 100 та 300 м серединна відхилення становить відповідно 77 та 150 мм.

## Модифікації
В середині 2000-х фірма Heckler & Koch представила модель L85A2, в якій було усунуто численні проблеми оригіналу.
В 2016 році був представлений прототип L85A3, а на виставці «Defence and Security Equipment International» в 2017 році вже був представлений варіант L85A3, наближений до серійного. У новій доопрацьованій версії всі основні компоненти виготовлені з нуля, також було поліпшено ствольну коробку. У моделі L85A3 вільно вивішений ствол із трохи звуженою ствольною накладкою, як і в інших моделях від Heckler&Koch. У гвинтівки також є дві планки для аксесуарів, що розташовані зверху і знизу ствольної накладки, та вертикальна ручка Grop Pod. Ствольна коробка отримала новий колір Flat Dark Earth.

## SA80 у масовій культурі

### У кінематографі
Штурмова гвинтівка L85A2 зазвичай з'являється у кіно як зброя британських військових
- Судний день
- 28 днів потому
- Оселя зла: Вимирання
- Хеллсінг

### У відеоіграх
- Payday 2 -  L85A2 у грі називається Queens Wrath (укр. Гнів Королеви). Автомат доступний для гравців, які купили DLC Clover Character Pack або Payday 2: Ultimate Edition в Steam.
- Killing Floor - у грі присутній карабін L22A2 під назвою Bullpup.
- Killing Floor 2 - у грі присутня штурмова гвинтівка L85A2 під навзою Bullpup L85A2 SA80.
- В усіх частинах української гри S.T.A.L.K.E.R. (під назвою "ІЛ-86").

Chicken gun - присутня штурмова гвинтівка L85A2.